# Ernest Vinet
 (août 2017).
Si vous disposez d'ouvrages ou d'articles de référence ou si vous connaissez des sites web de qualité traitant du thème abordé ici, merci de compléter l'article en donnant les références utiles à sa vérifiabilité et en les liant à la section « Notes et références ».
Pour les articles homonymes, voir Vinet.
Charles Ernest Vinet, né à Paris le 1er mars 1804 et mort le 10 février 1878 dans la même ville, est un professeur d'art et d'esthétique français, conservateur de la bibliothèque de l'École des beaux-arts de Paris.

## Biographie
En 1868, Ernest Vinet est membre donateur pour l'encouragement des études grecques en France. Il est membre correspondant de la Société nationales des antiquaires de France de 1832 à 1851 et membre résident de 1851 à 1861. Archéologue, il devient le premier bibliothécaire de l'École des beaux-arts de Paris le 17 décembre 1862. Il y fait la connaissance d'Émile Boutmy, dont il devient un des amis les plus proches, avec Hippolyte Taine. Comme Boutmy, Vinet publie parfois dans la Revue nationale.
Dans le Catalogue méthodique de la bibliothèque de l'École nationale des beaux-arts qu'il a rédigé en 1873, il écrit que « parmi les grandes institutions publiques dont Paris s'honore, l'École des beaux-arts était, à la fin de 1862, la seule qui n'eut point encore de bibliothèque […] c'était un amas de livres inaccessible, inconnu, ce n'était point une bibliothèque. ».
Félix Duban est chargé de faire cette transformation avec ses conseils. Cette création est contemporaine de la réforme de l'École de 1863. La nouvelle bibliothèque ouvre ses portes aux élèves le 25 janvier 1864. C'est une salle rectangulaire de 20 × 8 m.
Dans son rapport de 1863, Vinet présente la bibliothèque et en particulier les meubles qui ont dû être créés pour recevoir certains grands documents et placés dans deux grandes épines dans l'axe médian de la salle : « L'École possède un grand nombre de dessins d'architecture qui forment cent soixante volume in-folio. Il est de ces volumes qui n'ont pas moins de 1,70 m de hauteur. Ce qui nous contraint à leur consacrer des meubles tout exprès ». Les rayonnages sont placés contre le mur face aux fenêtre. Des tables sont placées dans l'axe médian, entre les meubles, pour recevoir douze à quinze lecteurs. Sous les fenêtres ont été placés des casiers mobiles avec des médaillers vitrés. Des tableaux de l'ancienne Académie royale de peinture sont placés sur les murs.
Le 25 février 1871, Ernest Vinet reçoit de son ami Émile Boutmy une lettre dans laquelle il lui présente ses « quelques idées sur la création d'une faculté libre d'enseignement supérieur », acte de fondation intellectuelle de Sciences Po. Dans le premier dépliant promotionnel de l'école, il est cité comme cofondateur aux côtés de son ami Boutmy.

## Publications
- Peintures murales de Saint-Germain-des-Prés de M. Hippolyte Flandrin, Paris, Imp. P.-A. Bourdier, In-8 °, 1862.
- « Note sur une publication de Mr Charles Victor Daremberg, La médecine dans Homère », 7.p., in Gazette hebdomadaire de médecine et de chirurgie, Paris, imp. E. Martinet, 1866.
- André-Michel Guerry, [notice funèbre], Académie des sciences morales et politiques Institut de France, 1867.
- « Amphiaraüs, fragment d'une mythologie d'art », Revue archéologique, 1872.
- Catalogue méthodique de la bibliothèque des beaux-arts, 1 vol., XII-256 p., Paris, École des beaux-art, publié sous les auspices du ministre de l'Instruction publique, des Cultes et des Beaux-arts, 1873.
- Bibliographie méthodique et raisonné des beaux-arts, 1 vol., XII-288 p., Paris, Didot frères, fils et Cie, 1874-1877.
- L'Art et l'archéologie, In-8°, IV-498.p., Paris, Éditions Didier, 1874.

Préface
- Préface de Colonne Trajane de Charles Percier, Éditions Firmin-Didot, 1 vol., XII-12 p., 13 p. de pl., 1877.